# New Democrat Coalition
La New Democrat Coalition è un'associazione presente all'interno del Congresso degli Stati Uniti d'America formata dal Partito Democratico che si descrive come moderata.

## Nascita
La New Democrat Coalition è stata fondata nel 1971 da Cal Dooley (California), Jim Moran (Virginia) and Timothy J. Roemer (Indiana) affiliati alla Democratic Leadership Council, i quali membri, incluso il Presidente Bill Clinton.

## Membri

### Alabama
- Bobby Bright (AL-2)
- Artur Davis (AL-7)

### Arizona
- Harry Mitchell (AZ-5)
- Gabrielle Giffords (AZ-8)

### Arkansas
- Vic Snyder (AR-2)

### California
- Lois Capps (CA-23)
- Adam Schiff (CA-29)
- Jane Harman (CA-36)
- Laura Richardson (CA-37)
- Loretta Sanchez (CA-47)
- Susan Davis (CA-53)

### Carolina del Nord
- Bob Etheridge (NC-2), membro originario
- Mike McIntyre (NC-7), membro originario

### Colorado
- Diana DeGette (CO-1)
- Jared Polis (CO-2)
- Ed Perlmutter (CO-7)

### Connecticut
- John B. Larson (CT-1)
- Joe Courtney (CT-2)
- Jim Himes (CT-4)
- Chris Murphy (CT-5)

### Florida
- Kendrick Meek (FL-17)
- Debbie Wasserman Schultz (FL-20)
- Ron Klein (FL-22)
- Suzanne Kosmas (FL-24)

### Georgia
- John Barrow (GA-12)
- David Scott (GA-13)

### Illinois
- Melissa Bean (IL-8), Vicepresidente
- Debbie Halvorson (IL-11)
- Bill Foster (IL-14)

### Indiana
- André Carson (IN-7)

### Kansas
- Dennis Moore (KS-3)

### Louisiana
- Charlie Melancon (LA-3)

### Maryland
- Frank Kratovil (MD-1)

### Michigan
- Mark Schauer (MI-7)
- Gary Peters (MI-9)

### Missouri
- Russ Carnahan (MO-3)

### Nevada
- Shelley Berkley (NV-1)

### New Jersey
- John Adler (NJ-3)
- Rush D. Holt (NJ-12)

### New York
- Steve Israel (NY-2)
- Carolyn McCarthy (NY-4)
- Gregory Meeks (NY-6)
- Joseph Crowley (NY-7), Presidente
- Mike McMahon (NY-13)
- Eliot Engel (NY-17)
- Scott Murphy (NY-20)
- Mike Arcuri (NY-24)
- Dan Maffei (NY-13)
- Brian Higgins (NY-25)

### Nuovo Messico
- Martin Heinrich (NM-1)

### Ohio
- Charlie Wilson (OH-6)
- John Boccieri (OH-16)

### Oregon
- David Wu (OR-1)
- Kurt Schrader (OR-5)

### Pennsylvania
- Jason Altmire (PA-4)
- Joe Sestak (PA-7)
- Patrick Murphy (PA-8)
- Chris Carney (PA-10)
- Allyson Schwartz (PA-13), Vicepresidente

### Texas
- Charlie Gonzalez (TX-20)

### Virginia
- Jim Moran (VA-8), membro originario
- Gerry Connolly (VA-11)

### Washington
- Jay Inslee (WA-1)
- Rick Larsen (WA-2)
- Brian Baird (WA-3)
- Adam Smith (WA-9), Vicepresidente, membro originario

### Wisconsin
- Ron Kind (WI-3), Vicepresidente, membro originario

### Ex-membri
Questa lista contiene i membri della NDC che hanno lasciato il Congresso:
- Bob Matsui (CA-5), membro originario, deceduto
- Juanita Millender-McDonald (CA-37), deceduto
- Jim Davis (FL-11), membro originario, non ha cercato la rielezione
- Peter Deutsch (FL-20), membro originario, non ha cercato la rielezione
- Denise Majette (GA-4), non ha cercato la rielezione
- Ed Case (HI-2), non ha cercato la rielezione
- James A. Barcia (MI-5), membro originario, non ha cercato la rielezione
- Bill Luther (MN-6), membro originario, ha perso la rielezione (ridefinizione del distretto)
- John J. LaFalce (NY-29), membro originario, non ha cercato la rielezione
- Karen McCarthy (MO-5), membro originario, non ha cercato la rielezione
- Thomas C. Sawyer (OH-14), membro originario, ha perso la rielezione (ridefinizione del distretto)
- Bob Clement (TN-5), membro originario, non ha cercato la rielezione
- Harold Ford (TN-9), non ha cercato la rielezione
- Max Sandlin (TX-1), membro originario, ha perso la rielezione (ridefinizione del distretto)
- Jim Turner (TX-2), membro originario, non ha cercato la rielezione
- Charles Stenholm (TX-17), membro originario, ha perso la rielezione (ridefinizione del distretto)
- Ken Bentsen (TX-25), membro originario, non ha cercato la rielezione
- Chris Bell (TX-25), ha perso la rielezione (ridefinizione del distretto)
- Tim Mahoney (FL-16), ha perso la rielezione nel 2008
- Nick Lampson (TX-22), ha perso la rielezione nel 2008
- Kirsten Gillibrand (NY-20), eletta Senatrice per sostituire Hillary Clinton
- Ellen Tauscher (CA-10), nominata "Sottosegretario di Stato per il Controllo delle Armi e gli Affari di Sicurezza Internazionale"

#### Membri disaffiliati
Questa lista contiene i membri della NDC che pur rimanendo al Congresso, hanno abbandonato la NDC:
- Mike Thompson (CA-1)
- Dennis Cardoza (CA-18)
- Pete Visclosky (IN-1), membro originario
- Mike Michaud (ME-2)
- Bart Stupak (MI-1), membro originario
- Heath Shuler (NC-11)
- Brad Miller (NC-13)
- Earl Pomeroy (ND), membro originario
- Bill Pascrell (NJ-8), membro originario
- Steve Rothman (NJ-9), membro originario
- Jim Clyburn (SC-6), membro originario
- Jim Cooper (TN-5)
- Norm Dicks (WA-6), membro originario